# Anna di Guisa
Anna di Guisa, nota anche come Anna d'Aumale o Anna di Lorena (1600 – 10 febbraio 1638), fu duchessa d'Aumale.

## Biografia
Era figlia di Carlo I d'Aumale e di Maria di Lorena-Elbeuf.
Il 18 aprile 1618 sposò Enrico I di Savoia, duca di Nemours. In occasione del matrimonio il re le restituì il ducato di Aumale, che nel 1595 era stato confiscato al padre.
Da Enrico I di Nemours Anna ebbe:
- Luigi, duca di Nemours e d'Aumale, senza discendenti
- Francesco Paolo (1619 † 1627)
- Carlo Amedeo (1624 - 1652), duca di Nemours e d'Aumale
- Enrico, divenuto arcivescovo di Reims, poi duca di Nemours e d'Aumale

## Ascendenza
|                               |                                   |                                                 | Genitori                                              |  |  | Nonni |  |  | Bisnonni                   |  |  | Trisnonni                         |  |
|                               |                                   |                                                 |                                                       |  |  |       |  |  | 8. Claude I, duca di Guisa |  |  | 16. René II, duca di Lorena e Bar |  |
|                               |                                   |                                                 |                                                       |  |  |       |  |  | 8. Claude I, duca di Guisa |  |  | 16. René II, duca di Lorena e Bar |  |
|                               |                                   | 17. Philippe de Gueldre                         |                                                       |  |  |       |  |  | 8. Claude I, duca di Guisa |  |  |                                   |  |
| 4. Claude II, duca d'Aumale   |                                   |                                                 |                                                       |  |  |       |  |  | 8. Claude I, duca di Guisa |  |  |                                   |  |
|                               |                                   | 9. Antoinette de Bourbon-Vendôme                | 18. François, conte di Vendôme                        |  |  |       |  |  |                            |  |  |                                   |  |
|                               |                                   | 9. Antoinette de Bourbon-Vendôme                | 18. François, conte di Vendôme                        |  |  |       |  |  |                            |  |  |                                   |  |
|                               |                                   | 9. Antoinette de Bourbon-Vendôme                | 19. Marie de Luxembourg, contessa di Saint-Pol        |  |  |       |  |  |                            |  |  |                                   |  |
| 2. Charles I, duca d'Aumale   |                                   | 9. Antoinette de Bourbon-Vendôme                |                                                       |  |  |       |  |  |                            |  |  |                                   |  |
|                               |                                   | 10. Louis de Brézé, conte di Maulevrier         | 20. Jacques de Brézé, conte di Maulevrier             |  |  |       |  |  |                            |  |  |                                   |  |
|                               |                                   | 10. Louis de Brézé, conte di Maulevrier         | 20. Jacques de Brézé, conte di Maulevrier             |  |  |       |  |  |                            |  |  |                                   |  |
|                               |                                   | 10. Louis de Brézé, conte di Maulevrier         | 21. Charlotte de Valois                               |  |  |       |  |  |                            |  |  |                                   |  |
| 5. Louise de Brézé            |                                   | 10. Louis de Brézé, conte di Maulevrier         |                                                       |  |  |       |  |  |                            |  |  |                                   |  |
|                               |                                   | 11. Diane de Poitiers, duchessa del Valentinois | 22. Jean de Poitiers, signore di Saint Vallier        |  |  |       |  |  |                            |  |  |                                   |  |
|                               |                                   | 11. Diane de Poitiers, duchessa del Valentinois | 22. Jean de Poitiers, signore di Saint Vallier        |  |  |       |  |  |                            |  |  |                                   |  |
|                               |                                   | 11. Diane de Poitiers, duchessa del Valentinois | 23. Jeanne de Batarnay                                |  |  |       |  |  |                            |  |  |                                   |  |
| 1. Anne, duchessa d'Aumale    |                                   | 11. Diane de Poitiers, duchessa del Valentinois |                                                       |  |  |       |  |  |                            |  |  |                                   |  |
|                               | 12. Claude I, duca di Guisa (= 8) | 24. René II, duca di Lorena e Bar (= 16)        |                                                       |  |  |       |  |  |                            |  |  |                                   |  |
|                               | 12. Claude I, duca di Guisa (= 8) | 24. René II, duca di Lorena e Bar (= 16)        |                                                       |  |  |       |  |  |                            |  |  |                                   |  |
|                               | 12. Claude I, duca di Guisa (= 8) | 25. Philippe de Gueldre (= 17)                  |                                                       |  |  |       |  |  |                            |  |  |                                   |  |
| 6. René II, marchese d'Elbeuf | 12. Claude I, duca di Guisa (= 8) |                                                 |                                                       |  |  |       |  |  |                            |  |  |                                   |  |
|                               |                                   | 13. Antoinette de Bourbon-Vendôme (= 9)         | 26. François, conte di Vendôme (= 18)                 |  |  |       |  |  |                            |  |  |                                   |  |
|                               |                                   | 13. Antoinette de Bourbon-Vendôme (= 9)         | 26. François, conte di Vendôme (= 18)                 |  |  |       |  |  |                            |  |  |                                   |  |
|                               |                                   | 13. Antoinette de Bourbon-Vendôme (= 9)         | 27. Marie de Luxembourg, contessa di Saint-Pol (= 19) |  |  |       |  |  |                            |  |  |                                   |  |
| 3. Marie de Lorraine-Elbeuf   |                                   | 13. Antoinette de Bourbon-Vendôme (= 9)         |                                                       |  |  |       |  |  |                            |  |  |                                   |  |
|                               |                                   | 14. Claude I, signore di Rieux e Rochefort      | 28. Jean IV, signore di Rieux e Rochefort             |  |  |       |  |  |                            |  |  |                                   |  |
|                               |                                   | 14. Claude I, signore di Rieux e Rochefort      | 28. Jean IV, signore di Rieux e Rochefort             |  |  |       |  |  |                            |  |  |                                   |  |
|                               |                                   | 14. Claude I, signore di Rieux e Rochefort      | 29. Isabelle de Brosse                                |  |  |       |  |  |                            |  |  |                                   |  |
| 7. Louise de Rieux            |                                   | 14. Claude I, signore di Rieux e Rochefort      |                                                       |  |  |       |  |  |                            |  |  |                                   |  |
|                               |                                   | 15. Suzanne de Bourbon-La Roche-sur-Yon         | 30. Louis, principe di La Roche-sur-Yon               |  |  |       |  |  |                            |  |  |                                   |  |
|                               |                                   | 15. Suzanne de Bourbon-La Roche-sur-Yon         | 30. Louis, principe di La Roche-sur-Yon               |  |  |       |  |  |                            |  |  |                                   |  |
|                               |                                   | 15. Suzanne de Bourbon-La Roche-sur-Yon         | 31. Louise de Bourbon-Montpensier                     |  |  |       |  |  |                            |  |  |                                   |  |
|                               |                                   | 15. Suzanne de Bourbon-La Roche-sur-Yon         |                                                       |  |  |       |  |  |                            |  |  |                                   |  |